# Майвес, Армин
А́рмин Ма́йвес (нем. Armin Meiwes; род. 1 декабря 1961, Эссен, ФРГ) — немецкий убийца и каннибал, получивший международную известность после того, как в 2001 году убил и съел берлинского программиста Бернда-Юргена Брандеса с его добровольного согласия, предположительно в акте сексуально мотивированного каннибализма. Осуждён к пожизненному лишению свободы.

## Биография
Родился 1 декабря 1961 года в Эссене, Западная Германия.
Родители Армина развелись, когда мальчику было 3 года. Отец уехал из дома, через некоторое время к нему переехали сводные братья Майвеса. Мальчик жил вместе с матерью-тираном, которая принуждала его к грязной работе по дому. После её смерти уединённо жил в 30-комнатной усадьбе в Ротенбурге-на-Фульде близ Касселя.

## Преступление
В 2001 году Майвес подал объявление в интернете о поиске человека, который согласился бы быть съеденным. На объявление откликнулся Бернд-Юрген Брандес. Житель Берлина, Брандес работал программистом в компании Siemens AG. Среди знакомых был известен своими мазохистскими желаниями.
Как следует из видеозаписи, которую вели сексуальные партнёры, Майвес после очередного занятия сексом отрезал Брандесу половой член. После того, как Брандес принял большую дозу алкоголя и болеутоляющих средств, Майвес убил его. Мясо партнёра он сохранил в морозильной камере и питался им в течение нескольких месяцев.

## Суд
Майвес был арестован в декабре 2002 года, после того как студент колледжа в Инсбруке позвонил в полицию, увидев новую рекламу для жертв и подробности об убийстве в интернете. В гей-чате на просьбу откликнулось 400 человек. Следователи обыскали его дом и обнаружили части тела и видеозапись убийства.
30 января 2004 года Майвес был признан виновным в непредумышленном убийстве и приговорен к 8,5 годам лишения свободы. Это привлекло большое внимание СМИ и привело к дискуссии по поводу Майвеса, так как большинство учитывало, что Бернд-Юрген Брандес добровольно и сознательно участвовал в акте.
Майвес признался в содеянном и выразил сожаление по поводу своих действий. Он добавил, что хотел написать книгу о своей жизни с целью удержать тех, кто хочет пойти по его стопам. «Они должны пойти на лечение, в противном случае это обострится, как это случилось со мной», — сказал Майвес. Он считает, что в Германии живёт более 800 людоедов.
В апреле 2005 года немецкий суд повторно рассмотрел судебное разбирательство, после того, как прокурор обжаловал приговор. Они считали, что он должен был быть осуждён за умышленное убийство. Среди прочих рассматривался вопрос о том, сам ли Брандес согласился на своё убийство и был ли он юридически в состоянии сделать это, принимая во внимание его очевидные проблемы с психикой, а также употребление значительных доз алкоголя. Другие аспекты повторного судебного разбирательства привели к выводу, что Майвес совершил убийство, чтобы насытить свои собственные желания (в частности, сексуальные), а не потому, что ему было это предложено. Майвес неоднократно отвергал это в процессе дачи показаний. По ходу повторного судебного разбирательства психолог заявил, что Майвес может до сих пор жить желанием «пожирания плоти молодых людей». 10 мая 2006 года суд во Франкфурте осудил Майвеса за убийство и приговорил его к пожизненному заключению.
Как рассказал на следствии Майвес, в детстве на него большое впечатление произвела сказка братьев Гримм «Гензель и Гретель». По сюжету сказки, ведьма пыталась съесть мальчика Гензеля и его сестру.

## В тюрьме
Отбывая наказание в тюрьме, Армин Майвес стал вегетарианцем и возглавил там местное отделение партии зелёных. В мае 2020-го Майвес получил разрешение на кратковременные прогулки по городу. При этом ему выдавали солнцезащитные очки и шляпу, чтобы скрыть его личность.

## В популярной культуре
- По истории Армина Майвеса был снят фильм «Каннибал из Ротенбурга» (2006). Роль маньяка исполнил Томас Кречман.
- История была обыграна в 3-й серии 2-го сезона сериала «Компьютерщики». По сюжету, каннибал путает слова «готовить с вами» и «готовить вас», и Мосс принимает каннибала за человека, который согласен научить его секретам немецкой кухни.
- На альбоме 2004 года Nightmares Made Flesh шведской группы Bloodbath присутствует композиция Eaten, вдохновленная этими событиями.
- На альбоме 2003 года Murder Metal американской группы Macabre присутствует композиция The Wustenfeld Man Eater, вдохновленная этими событиями.
- На альбоме 2004 года Reise, Reise немецкой группы Rammstein присутствует композиция Mein Teil, вдохновлённая этими событиями.[5]
- Название и тематика альбома 2007 года Eat Me, Drink Me американской группы Marilyn Manson были вдохновлены этими событиями.
- История об Армине Майвесе упоминается в 7-й серии третьего сезона телесериала «Ганнибал».
- В 2022 году австралийская группа Skynd выпустила одноимённый клип и трек посвященный убийце.